# دیوید فولی
دیوید فولی (انگلیسی: David Foley؛ زادهٔ ۱۲ مهٔ ۱۹۸۷) بازیکن فوتبال اهل بریتانیا است.
از باشگاه‌هایی که در آن بازی کرده‌است می‌توان به باشگاه فوتبال هارتل پول یونایتد و باشگاه فوتبال بارو اشاره کرد.